# 夢じゃないこの世界
「夢じゃないこの世界」（ゆめじゃないこのせかい）は、WEAVERによる楽曲。当バンドの3枚目のシングルとして2013年6月26日にA-Sketchから発売された。

## 概要
前作から約1年6ヶ月ぶりに発売された。WEAVERの楽曲に初めて田中隼人がプロデューサーとして参加している。
シングルの初回プレス分には「"WEAVER TV" CD special edition」と題したトーク音源が収録されている。

## 収録曲
1. 夢じゃないこの世界 （4:48）
  - 作詞：河邉徹 / 作曲：杉本雄治 / 編曲：WEAVER、田中隼人

TBS系『ひるおび!』2013年6月度エンディングテーマ[1]
なお、本作初回盤に収録されてる"WEAVER TV" CD special editionで、メンバーは「この曲は元々「Handmade」に収録される予定だったが、作っているうちにとても良い出来になったのでシングルとしてリリースした。」と語っている。
2. サマーチューン （4:06）
  - 作詞：河邉徹 / 作曲：杉本雄治 / 編曲：WEAVER

『河合塾』CMソング[1]
3. 1/4世紀 （4:18）
  - 作詞：河邉徹 / 作曲：奥野翔太 / 編曲：WEAVER
4. "WEAVER TV" CD special edition
初回プレス分のみ収録